# Seraya
Seraya is een bestuurslaag in het regentschap Karangasem van de provincie Bali, Indonesië. Seraya telt 8790 inwoners (volkstelling 2010).